# Tuc de Maria Casteràs
El Tuc de Maria Casteràs és una muntanya de 1.915 metres que es troba al municipi de Naut Aran, a la comarca de la Vall d'Aran.